# Dương Tường
Dương Tường, al cărui nume real este Trần Dương Tường, (n. 4 august 1932, Nam Định, Vietnam – d. 24 februarie 2023) a fost un scriitor, poet și traducător vietnamez.

## Biografie
Dương Tường a urmat școala primară în Nam Dinh. Urma liceul la Hanoi atunci când a izbucnit Revoluția din august 1945; a renunțat la școală și a lucrat ca persoană de contact pentru Viet Minh la Vinh Yen. S-a reîntors apoi la școală, urmând Școala Phan Chu Trinh. Apoi se întorc la școală în Phan Chu Trinh. Câteva luni mai târziu s-a întors în mișcarea de rezistență, alăturându-se trupelor paramilitare în anul 1949.
În 1955 Dương Tường a fost demobilizat și s-a stabilit la Hanoi. Din 1955 până la mijlocul anilor 1960, a lucrat pe post de corespondent social și cultural al Agenției de Știri din Vietnam. Din 1967 a fost translator la Comisia de Investigare a Crimelor Războiului Imperialist American din Vietnam. S-a retras din această funcție în 1979.

## Cariera
Dương Tường a fost traducător, poet, critic de artă, jurnalist, fiind foarte cunoscut în calitate de traducător al multor opere literare valoroase precum Pe aripile vântului, Drumul Flandrei sau Zorba Grecul și ca autor de poezii. Multe din poeziile sale sunt inspirate de suprarealism și simbolism.
Vorbind despre traducere, el a afirmat că „o traducere ideală ar trebui să fie o lucrare la care traducătorul este co-autor”.

## Lucrări

### Traduceri

#### Primele lucrări:[6]
- Pescărușul de Anton Cehov
- Narghileaua de Iuri Naghibin
- Anna Karenina de Lev Tolstoi

#### Cele mai bune lucrări
- Scrisoare de la o necunoscută de Stefan Zweig
- Drumul Flandrei de Claude Simon[7]

#### Traduceri
El a tradus peste 50 de opere literare din Franța, Rusia, Marea Britanie, Statele Unite ale americii, Germania, Grecia, Brazilia, Japonia, Norvegia:
- Pescărușul de Anton Cehov
- Anna Karenina de Lev Tolstoi
- Narghileaua de Iuri Naghibin
- În ceața de sezonul trecut de Alex La Guma
- Pe aripile vântului de Margaret Mitchell
- Străinul de Albert Camus
- Târfa cu respect de Jean-Paul Sartre
- Drumul Flandrei de Claude Simon
- La răscruce de vânturi de Emily Brontë
- Alexis Zorba de Nikos Kazantzakis
- Scrisoare de la o necunoscută de Stefan Zweig
- Toba de tinichea de Günter Grass
- Soarele neamului Scorta de Laurent Gaudé
- Kafka pe malul mării de Haruki Murakami
- Charlie și fabrica de ciocolată de Roald Dahl
- Lolita de Vladimir Nabokov
- Furtuna de Shakespeare
- În căutarea timpului pierdut - partea Swann de Marcel Proust[8]

### Scrieri proprii
- 36 de cântece de dragoste (poezii - împreună cu Lê Đạt),
- Đàn (poezie dincolo de cuvinte), Editura Tre
- Thơ Dương Tường - Mea culpa și alte articole, Editura Hải Phòng
- Chỉ tại con chích chòe (eseuri), Editura Hải Phòng, 2003,
- Căpitanul (carte de benzi desenate, sub pseudonimul Nguyen Trinh)

## Premii
- Premiul pentru traducere al Asociației Scriitorilor din Vietnam (2002)
- Premiul Asociației Scriitorilor din Hanoi (2003)
- Ambasador cultural (Officier des Arts et des Lettres) al Guvernului Francez (2009)
- Premiul pentru traducere al Asociației Scriitorilor din Hanoi (2011) [9]